# Joan Dalmau
Joan Dalmau Comas (Montgat, 22 agosto 1924 – 17 agosto 2006) è stato un cestista spagnolo.

## Carriera
Con la Spagna ha disputato i Campionati mondiali del 1950.